# 뱀뱀
뱀뱀(본명: 깐피묵 푸와꾼, 태국어: กันต์พิมุกต์ ภูวกุล, 1997년 5월 2일 ~ )은 태국의 래퍼, 가수이며, 대한민국의 보이 그룹 GOT7의 멤버이다.

## 기타
태국인이기 때문에 병역 의무 대상이며 그래서 병역 의무를 이행하기 위해 태국으로 귀국해서 징병 추첨에 참여해서 저체중(키 178cm, 몸무게 55kg)으로 인해 사전 체력 평가 2급을 받았다. 하지만 1급 이내에서 현역 복무 대상자인 붉은 구슬이 모두 소진되어 2급 추첨은 생략되었으며 이 덕분에 뱀뱀은 병역이 면제되었다.

## 수상 목록
- 2024년 제33회 하이원 서울가요대상 글로벌 프로듀서상

## 같이 보기
- GOT7의 음반 목록
- GOT7의 음반 내용과 참여 목록
- GOT7의 음반 외 활동 목록
- GOT7의 수상 목록